# Шибене
Ши́бене — село в Україні, в Бучанському районі Київської області. Населення становить 874 особи. Входить до складу Бородянської селищної громади.
В селі працює школа, дитячий садок «Зернятко», клуб, а також декілька магазинів.

## Географія
На сході від села річка Савинка впадає у Здвиж. 
Селом протікає річка Журавка, ліва притока Здвижу. 

## Етимологія
Одна з версій свідчить, що назва села походить від імені пана Шибенського, який проживав на цій території.

## Історія
Станом на 1885 рік у колишньому власницькому селі Бородянської волості Київського повіту Київської губернії мешкало 929 осіб, налічувалось 114 дворів, православна церква, школа, постоялий будинок, 2 водяних млини, смоляний завод.
За переписом 1897 року кількість мешканців зросла до 1469 осіб (728 чоловічої статі та 741 — жіночої), з яких 1385 — православної віри.
Покровська церква була збудована 1846 року І. В. Голубовським з дерева. До парафії належали села Берестянка, Мирча, Небрат та Оцитель. Клірові відомості, метричні книги, сповідні розписи церкви Покрова Пресвятої Богородиці с. Шибене (приписні сс.* Берестянка, Мирча, Небрат, Оцитель, Красний Ріг, Михайленків Хутір, х. Коблище, Грабок) Київського воєв., з 1797 р., ХІХ ст. - Бородянської волості Київського пов. і губ. зберігаються в ЦДІАК України. https://cdiak.archives.gov.ua/baza_geog_pok/church/shyb_001.xml [Архівовано 11 березня 2022 у Wayback Machine.]

## Відомі люди
- Сидоренко Петро Іванович — Герой Радянського Союзу.